# Prospalta lignigera
Prospalta lignigera är en fjärilsart som beskrevs av Walker 1864. Prospalta lignigera ingår i släktet Prospalta och familjen nattflyn. Inga underarter finns listade i Catalogue of Life.